# Medaillenspiegel
Als Medaillenspiegel bezeichnet man bei internationalen Sportveranstaltungen die Auflistung sportlicher Erfolge nach Nationalitäten. Der Medaillenspiegel wird insbesondere bei Olympischen Spielen, Welt- und Kontinentalmeisterschaften als Kriterium für den Erfolg eines Landes bzw. die Effektivität der dortigen Sportverbände angesehen.

## Unterschiedliche Wertungssysteme
Im engeren Sinne werden bei Medaillenspiegeln lediglich Podestplätze (1; 2; 3) berücksichtigt und die gewonnenen Medaillen in ein Ordnungssystem gebracht. Am weitesten verbreitet ist dabei die Sortierung nach der Anzahl der Gold-, Silber- und Bronzemedaillen (mathematisch ist dies die lexikographische Ordnung mit den jeweiligen Anzahlen als erstes, zweites und drittes Ordnungskriterium).
Vor allem im nordamerikanischen Raum werden die Nationen häufig nach der Anzahl aller gewonnenen Medaillen aufgelistet. Bei Gleichstand entscheidet die Anzahl der Goldmedaillen. Ist auch diese gleich, entscheidet die Anzahl der Silbermedaillen.
In manchen Fällen dient auch ein Punktesystem als Ordnungskriterium, dabei werden Goldmedaillen meist mit drei, fünf oder zehn Punkten gewichtet, Silbermedaillen mit zwei, drei oder fünf Punkten und Bronzemedaillen mit einem Punkt.
Im weiteren Sinne bezeichnet man als Medaillenspiegel auch Auflistungen von Platzierungen unter den besten fünf, sechs, acht oder zehn Wettbewerbern. Beispielsweise war in den Massenmedien der DDR ein Punktesystem üblich, welches 7 Punkte für den Sieg, 5 Punkte für den Silber-Rang und jeweils einen Punkt weniger für die weiteren Plätze (bis zu einem Punkt für den sechsten Platz) vergab. Darüber hinaus galten sowohl diese Aufstellung als auch die Medaillenspiegel im engeren Sinne in jenen Zeiten auch als Ausdruck des „Wettbewerbs der Systeme“ im Kalten Krieg.
|        | Gold | Silber | Bronze | Medaillen | Punkte |
| ------ | ---- | ------ | ------ | --------- | ------ |
| Team A | 4    | 0      | 2      | 6         | 14     |
| Team B | 3    | 2      | 2      | 7         | 15     |
| Team C | 0    | 5      | 3      | 8         | 13     |

Drei Mannschaften haben 7 Wettbewerbe bestritten. Je nach Ordnungskriterium führt jedes der drei Teams den Medaillenspiegel an:
- Team A gewann die meisten Goldmedaillen
- Team B gewann die Punktewertung • Gold = 3 Punkte • Silber = 2 Punkte • Bronze = 1 Punkt
- Team C gewann die meisten Medaillen

## Kritik
Nach Einschätzung von Danyel Reiche, Professor für vergleichende Politikwissenschaft, seien Medaillenspiegel, obgleich sie in den Medien etabliert sind, aus mehreren Gründen als fragwürdig einzustufen. Abhängig von der zugrundeliegenden Sortierung nach der Anzahl aller Medaillen oder lediglich der Goldmedaillen, ergeben sich unterschiedliche Reihenfolgen. Eine bessere Vergleichbarkeit würde eine Gewichtung der Medaillen in Relation zur Bevölkerungszahl und zum Bruttonationaleinkommen ergeben. Doch selbst bei einer solchen Darstellung würden Mannschaftssportarten gegenüber Individualsportarten benachteiligt werden, da beispielsweise im Fußball pro Mannschaft mit einem Kader von 18 Spielern lediglich eine einzige Medaille zu gewinnen ist, wohingegen ein einzelner Schwimmer bis zu 16 Medaillen über unterschiedliche Distanzen in den verschiedenen Schwimmstilen bei einer Austragung der olympischen Spiele gewinnen könnte. Medaillenspiegel berücksichtigen die Popularität eines Sports im jeweiligen Land nicht, so sei beispielsweise für die deutsche Bevölkerung der Gewinn einer Goldmedaille im Fuß- oder Handball subjektiv bedeutsamer, als die regelmäßig im Kanusport gewonnenen Medaillen. Staaten bzw. deren Athleten, die keine Medaille gewinnen können, gelten laut Medaillenspiegel alle gleichermaßen als gescheitert, ohne eine Differenzierung vorzunehmen, welche Runde sie bei einer olympischen Disziplin erreicht haben. Zuletzt beleuchten Medaillenspiegel ausschließlich die erreichte Platzierung, nicht aber den Weg zur Erreichung des Ziels und lasse damit Aspekte wie Fair Play oder gar Doping außer Acht; eine Einschätzung, die Thomas Kurschilgen, Sportdirektor des Deutschen Leichtathletik-Verbands, teilt.
Danyel Reiche gab die Anregung, die Systematik von Medaillenspiegeln zu optimieren und empfahl, nicht nur die besten drei, sondern auch weitere Platzierungen zu berücksichtigen und Mannschafts- gegenüber Individualsportarten höher zu gewichten. Die weltweite Popularität von Sportarten solle ebenso wie Strafpunkte in die Medaillenspiegel einfließen und des Dopings überführte Athleten für die betroffene Nation zu Abzügen führen.
Willi Lemke, ehemaliger Manager des Fußball-Bundesligisten SV Werder Bremen, forderte als Sonderbotschafter Sport der Vereinten Nationen bei den Olympischen Sommerspielen 2016 die Abschaffung des Medaillenspiegels. Dass der Medaillenspiegel in Deutschland für die Sportförderung herangezogen wird, um erfolgreiche Disziplinen bei der Vergabe von Fördermitteln des Deutschen Olympischen Sportbundes (DOSB) sowie des Staates zu bevorzugen, sei aus seiner Sicht falsch und sollte verbessert werden. Zudem werde der Medaillenspiegel nach Einschätzung von Lemke durch politische Regime zur Machtdemonstration missbraucht.
Thomas Kurschilgen, Sportdirektor des Deutschen Leichtathletik-Verbands, ließ während der Leichtathletik-Europameisterschaften 2016 in Amsterdam verlauten: „Wir sollten den Medaillenspiegel nicht wie eine Monstranz vor uns tragen“. Eine differenzierte Auskunft über die Leistungsfähigkeit eines Sportverbandes oder der individuellen Leistung eines Sportlers sei durch den Medaillenspiegel nicht möglich, denn „die Wirklichkeit des Spitzensports ist viel zu komplex, als dass sich das in einem plakativen Medaillenspiegel abbilden lässt“. In den Zielvereinbarungen für die Olympischen Spiele 2016 wurde zwischen DOSB und den 28 teilnehmenden Sportverbänden ein Medaillenkorridor von 38 bis 68 Medaillen ermittelt. Drei Jahre vor dem Wettbewerb musste jeder Verband die Anzahl der bei Olympia zu erwartenden Medaillen mitteilen. „Werden Medaillengewinn als Erfolg und ein nicht erreichtes Finale als Niederlage bewertet, dann wird der einzelne Athlet nur Mittel zum Zweck in der Betrachtung der Sportfunktionäre“, fasst Kurschilgen seine Bedenken zusammen.
Das undifferenzierte Auszählen der Medaillengewinne der unterschiedlichen Nationen führte in den 2010er Jahren dazu, dass finanzstärkere westeuropäische, arabische oder amerikanische Sportverbände insbesondere in der Leichtathletik gezielt erfolgreiche Sportler afrikanischer sowie karibischer Länder zu einem Wechsel in den eigenen Verband und der dazu benötigten Einbürgerung bewegt wurden. Die Confédération Africaine d’Athlétisme, der Kontinentalverband der afrikanischen Leichtathletik-Landesverbände, beklagte im Sommer 2016 den massenhaften Nationenwechsel von Athleten, allen voran Sprinter, Mittel- und Langstreckenläufer, die nach gegenwärtigem Reglement des Weltverbands IAAF bereits nach drei Jahren für die neue Nation startberechtigt sind. Dies hat zur Folge, dass bei den Leichtathletik-Europameisterschaften 2016 neun der zwölf Medaillen der Türkei durch eingebürgerte Sportler gewonnen wurden, womit die Türkei im Medaillenspiegel mehr Medaillen vorweisen konnte als bei allen vorherigen Europameisterschaften zusammen.